# John Thomas Romney Robinson
John Thomas Romney Robinson (Dublino, 23 aprile 1792 – Armagh, 28 febbraio 1882) è stato un fisico, astronomo e meteorologo irlandese, figlio del pittore Thomas Robinson.

## Biografia
Romney Robinson studiò prima a Belfast alla Belfast Royal Academy e poi a Dublino, dove frequentò il Trinity College.
Terminati gli studi, fu per alcuni anni professore incaricato di filosofia della natura nello stesso Trinity College. Divenuto successivamente prete anglicano, nel 1820 ottenne il beneficio ecclesiastico per una chiesa prima a Enniskillen e poi a Carrickmacross.
Nel 1823 ottenne un posto di astronomo all'osservatorio di Armagh, di cui divenne presto direttore. Fra il 1840 e il 1850 si recò frequentemente a Birr per effettuare insieme al collega William Parsons osservazioni con il Leviathan of Parsonstown, che all'epoca era il più grande telescopio del mondo. Tornato definitivamente ad Armagh, dove rimase per il resto della sua vita, Romney Robinson si dedicò principalmente alla compilazione di un catalogo stellare.
Nel 1846 inventò un nuovo modello di anemometro per misurare la velocità del vento. Dal 1851 al 1856 fu presidente della Royal Irish Academy. Fece inoltre parte dell'Associazione britannica per l'avanzamento della scienza.
Romney Robinson si sposò due volte, la prima con Elizabeth Rambaut e la seconda con Lucy Jane Edgeworth. Ebbe una figlia, Mary Susanna, che nel 1857 sposò il fisico George Stokes.

## Riconoscimenti
- Medaglia Royal nel 1862 per la sua compilazione di un catalogo stellare
- Glui è stato dedicato il cratere Robinson sulla Luna nel 1935.